# Sergio
Sergio je moško osebno ime.

## Izvor imena
Ime Sergio je različica imena Sergej.

## Pogostost imena
Po podatkih Statističnega urada Republike Slovenije je bilo na dan 31. decembra 2007 v Sloveniji število moških oseb z imenom Sergio: 79.

## Osebni praznik
Osebe z imenom Sergio lahko godujejo takrat kot osebe z imenom Sergej.